# Avitus (genre)
Pour l’article homonyme, voir Avitus.
Genre
Avitus est un genre d'araignées aranéomorphes de la famille des Salticidae.

## Distribution
Les espèces de ce genre se rencontrent en Argentine, au Brésil, au Panama et en Jamaïque.

## Liste des espèces
Selon World Spider Catalog (version 18.0, 09/03/2017) :
- Avitus anumbi Mello-Leitão, 1940
- Avitus castaneonotatus Mello-Leitão, 1939
- Avitus diolenii Peckham & Peckham, 1896
- Avitus longidens Simon, 1901
- Avitus taylori (Peckham & Peckham, 1901)
- Avitus variabilis Mello-Leitão, 1945

## Publication originale
- Peckham & Peckham, 1896 : Spiders of the family Attidae from Central America and Mexico. Occasional Papers of the Natural History Society of Wisconsin, vol. 3, no 1, p. 1-101 (texte intégral).